# Neophocaena asiaeorientalis
Neophocaena asiaeorientalis is een zoogdier uit de familie van de bruinvissen (Phocoenidae). De wetenschappelijke naam van de soort werd voor het eerst geldig gepubliceerd door Pilleri & Gihr in 1972. De soort is van de Indische bruinvis (Neophocaena phocaenoides) afgesplitst.

## Voorkomen
De soort komt voor in de Yangtze-rivier in China.